# Genocide
Genocide – trzeci album polskiej grupy deathmetalowej Yattering. Wydawnictwo ukazało się 25 marca 2003 roku nakładem Candlelight Records. Nagrania zostały zarejestrowane w 2002 roku w gdańskim Red Studio we współpracy z producentem muzycznym Piotrem Łukaszewskim.

## Lista utworów
Opracowano na podstawie materiału źródłowego.
| Nr  | Tytuł utworu                    | Długość |
| --- | ------------------------------- | ------- |
| 1.  | „Genocide”                      | 1:35    |
| 2.  | „Schism”                        | 3:48    |
| 3.  | „Message to M.A.R.I.O.”         | 0:12    |
| 4.  | „Non Adapted Socially”          | 2:54    |
| 5.  | „Panic in a Sea of Blood”       | 3:47    |
| 6.  | „Inflow (Thought from Outside)” | 2:49    |
| 7.  | „Non Typical Homo”              | 4:08    |
| 8.  | „Rapist’s Victim”               | 4:11    |
| 9.  | „Sentence (To Die)”             | 3:05    |
| 10. | „Temptation of a Crime”         | 3:33    |
| 11. | „Murderer (You Are)”            | 3:33    |
| 12. | „Living Bomb”                   | 13:00   |
|     |                                 | 46:35   |

## Twórcy
Opracowano na podstawie materiału źródłowego.
| - Marcin „Svierszcz” Świerczyński – gitara basowa, wokal prowadzący - Marek „Hudy” Chudzikiewicz – gitara rytmiczna, gitara prowadząca - Mariusz „Trufel” Domaradzki – gitara rytmiczna, gitara prowadząca | - Marcin „Ząbek” Gołębiewski – perkusja - Piotr Łukaszewski – inżynieria, miksowanie, mastering, produkcja - Krzysztof Iwin – okładka, oprawa graficzna |